# Stan Okoye
Stanley Okoye (Raleigh (Carolina do Norte), 10 de abril de 1991) é um basquetebolista profissional nigeriano que atualmente defende o Herbalife Gran Canaria que disputa a Liga ACB e a Eurocopa.
Stan Okoye foi convocado para defender a seleção nigeriana no Afrobasket de 2015 disputado em Radès, Tunísia. Na ocasião a Nigéria conquistou seu primeiro título na competição continental, de quebra a vaga para o Torneio Olímpico de 2016.